# Viscose

Fabrication de la viscose à partir de la cellulose.

La viscose est une matière plastique d'origine végétale (donc non issue du pétrole) obtenue en soumettant de la cellulose à des traitements chimiques et physiques visant à la dissoudre et la mettre en forme,. Elle sert notamment à fabriquer des produits textiles ; dans le cas d'un textile visant à imiter la soie, celui-ci est parfois appelé soie artificielle. Elle sert également à produire des « éponges végétales » (appellation partagée avec les fruits de Luffa), des membranes de dialyse (en), ainsi que des emballages tels que la cellophane.
Bien que la viscose soit biodégradable, elle compose une partie significative des microplastiques retrouvés en mer,.

## Histoire

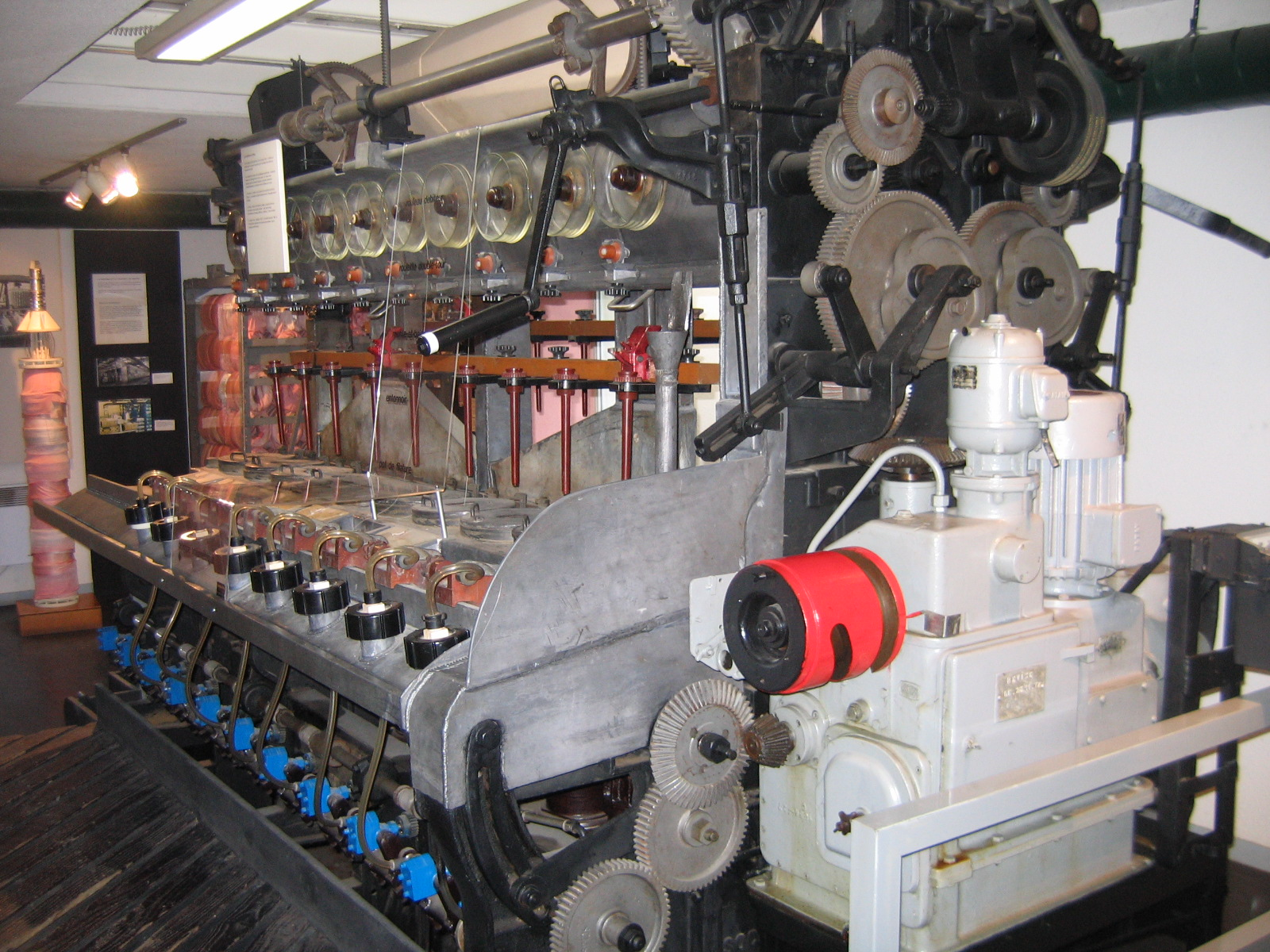
Fileuse à viscose conservée au musée de la viscose près de Grenoble, France.

En 1884, les Français Hilaire de Chardonnet et Auguste Delubac inventent une soie artificielle à base de cellulose et de collodion, remplaçant l'usage des vers à soie.
La viscose est brevetée par Cross (en), Bevan et Beadle au Royaume-Uni, en 1892, avant de devenir mondialement connue dès le début du siècle suivant. Cross, Bevan et Beadle étant arrivés à la fabriquer en quantité.  Dès 1920, six pays en produisent dont les États-Unis et le Japon. Alors d’aspect brillant, elle sert à fabriquer des robes pas chères, des combinaisons et culottes, des doublures ou encore des bas ; mais elle est très inflammable, et sous la plume d'Alphonse Allais prend le surnom de « soie à belle-mère ».
D’abord appelée « soie artificielle », puis « rayonne » en 1924, elle a été créée pour répondre à la demande de tissus semblables à la soie, mais plus économiques. Bien que fragile, elle est alors également une alternative au velours, au crêpe ou au lin. Confortable, économique à produire et se teignant facilement, la rayonne s'implante partout dans l'habillement. Les premières versions étaient faites à partir de pulpe de bois, donc pas réellement considéré comme une matière artificielle. Après la crise de 1929, la rayonne devient encore plus largement répandue, particulièrement en lingerie. Des essais sont réalisés afin de renforcer sa résistance et améliorer son usage : la rayonne est mélangée avec de l'acétate.
Après la viscose, les chercheurs essayèrent de créer des fibres totalement artificielles à partir de synthèses moléculaires. Ils y réussirent en 1938 et les développèrent ensuite.
De nos jours, la viscose reste très employée en confection (imitant parfois la laine, la soie, le lin ou le coton). Selon une étude de 2018, la fibre cellulosique (régénérée ou artificielle) est l'une des principales valorisations de la pâte de bois (6,6 % d'une consommation de fibres évaluée à 99 millions de tonnes en 2016, importance qui devrait encore s'accroître dans les applications textiles et techniques). 
Et d'après un article du Monde en 2023, les deux grands producteurs mondiaux de viscose sont la société autrichienne Lenzing et la société indienne Aditya Birla Group. Le principal producteur français a longtemps été la société Cellatex, avec deux sites de production, l'un à Givet dans les Ardennes (où était situé son siège social), et l'autre à Échirolles dans l'Isère,, mais cette société a cessé son activité en 2000. Un musée consacré à la viscose a été créé à Échirolles.

## Caractéristiques
Ses nombreuses variétés, qui représentent 14 % des fibres artificielles (dérivée de la cellulose de bois fibre naturelle), sont utilisées aussi bien pour les vêtements que pour les toiles tapissant l’intérieur des pneus.
Les propriétés de la viscose sont proches de celles du coton : peu élastique, se froissant vite, mais ayant un fort pouvoir absorbant et ne feutrant pas.
La fibranne (fibres courtes associées par torsion, qui peut faire entre autres du fil à tricoter) et la rayonne (ou « soie artificielle », à fibre continue) sont fabriquées avec du fil de viscose.
Avec des traitements adaptés, la viscose peut également produire de la cellophane, du boyau de dialyse, ou encore de « boyau » cellulosique pour l'industrie de la salaison.
Elle sert aussi à la confection des tampons hygiéniques.